# Astrogymnotes hamishia
Astrogymnotes hamishia är en ormstjärneart som beskrevs av Baker et al 200. Astrogymnotes hamishia ingår i släktet Astrogymnotes och familjen skinnormstjärnor. Inga underarter finns listade i Catalogue of Life.